# Marmaduke (film)
Marmaduke is een Amerikaanse film uit 2010 over een Duitse dog genaamd Marmaduke. Het betreft de verfilming door regisseur Tom Dey van de strip Mamaduke van cartoonist Brad Anderson.
De stem van "Marmaduke" wordt geleverd door Owen Wilson en Kiefer Sutherland doet de stem van de Beauceron "Bosco". Bij de mensenrollen spelen Lee Pace als "Phil Winslow", Judy Greer als "Debbie Winslow" en William H. Macy als "Don Twombly".
Op filmsite IMDb krijgt de Marmaduke een 3,3. Bij Rotten Tomatoes komt de film er nog slechter van af met een rating van 9%. "Zelden een hond zo vervelend zien kletsen", aldus de Nederlandse recensent Kevin Toma in een recensie.

## Verhaal
Phil Winslow werkt voor het bedrijf Bark Organic, een fabrikant van hondenvoeding en wordt voor zijn werk overgeplaatst van Kansas naar Californië. De familie Winslow met hond Marmaduke en kat Carlos verhuizen naar Californië en daar grijpt Marmaduke in de nieuwe omgeving zijn kans en doet hij zich voor als de coolste en stoerste hond in het plaatselijke park. Hij wint, met een list en de steun van de familiekat Carlos, het hart van het hondje Jezebel, ten koste van Jezebel's vroegere vriend Bosco.
Don Twombly geeft intussen Phil Winslow de opdracht een reclamespot uit te werken om Bark Organic op alle winkelrekken te krijgen. Marmaduke verliest al zijn vrienden doordat zijn list ontdekt wordt, en loopt weg. De familie Winslow gaat op zoek naar hun hond waardoor Phil Winslow een afspraak mist, en zijn werk verliest. In zijn tocht geraakt Marmaduke in gevaar en wordt op het nippertje gered door Phil. De redding werd gefilmd en wordt een hit op YouTube. Phil wordt als hondenredder heraangenomen door Bark Organic, en krijgt terug de kans verder te werken aan een reclamespot voor het bedrijf. Don en Phil denken aan een filmpje waarin honden zouden praten en samen een liedje zingen.
Marmaduke zoekt terug de andere honden op, en probeert een verzoening tot stand te brengen. Dat lukt hem uiteindelijk en de honden zetten samen zingend "What I like about you" van The Romantics in, een performance die de reclamespot van Bark Organic wordt.